# Lily Partridge
Lily Partridge (née le 9 mars 1991 est une athlète britannique spécialiste des courses de demi-fond et de fond. 

## Biographie
Le 1er mars 2020, elle remporte en 1 h 10 min 49 s, The Big Half, un semi-marathon dans les rues de Londres.

## Palmarès
| Date | Compétition  | Lieu    | Résultat | Épreuve       | Performance     |
| ---- | ------------ | ------- | -------- | ------------- | --------------- |
| 2020 | The Big Half | Londres | 1re      | Semi-marathon | 1 h 10 min 49 s |

## Records
| Épreuve       | Performance     | Lieu       | Date            |
| ------------- | --------------- | ---------- | --------------- |
| 800 mètres    | 2 min 15 s 65   | Kingston   | 14 mai 2011     |
| 1 500 mètres  | 4 min 23 s 11   | Bedford    | 4 mai 2015      |
| 3 000 mètres  | 9 min 06 s 40   | Hengelo    | 24 mai 2015     |
| 5 000 mètres  | 16 min 11 s 81  | Manchester | 1er juin 2013   |
| 10 000 mètres | 32 min 20 s 77  | Huelva     | 11 avril 2015   |
| 10 kilomètres | 33 min 03 s     | Londres    | 30 mai 2016     |
| 10 miles      | 54 min 41 s     | Portsmouth | 23 octobre 2016 |
| Semi-marathon | 1 h 10 min 32 s | Reading    | 22 mars 2015    |
| Marathon      | 2 h 29 min 24 s | Londres    | 22 avril 2018   |